# Dragnić Podovi
Dragnić Podovi (szerbül: Драгнић Подови) szerb falu Bosznia-Hercegovinában, Bosanska krajina területén, a Szerb Köztársaságban, Šipovo községben. 

## Fekvése
Bosznia-Hercegovina közép-nyugati részén, Banja Lukától légvonalban 63, közúton 98 km-re délre, községközpontjától légvonalban 8 km-re, közúton 13 km-re délnyugatra, a Smiljevac-Jastrebnjak hegység fennsíkján, a Dragnić poljén, 850-900 méteres tengerszint feletti magasság között található. 

## Népessége
| Nemzetiségi csoport | Népesség 1991 | Népesség 2013 |
| ------------------- | ------------- | ------------- |
| Szerb               | 194           | 56            |
| Bosnyák             | 0             | 0             |
| Horvát              | 0             | 0             |
| Jugoszláv           | 0             | 0             |
| Egyéb               | 0             | 6             |
| Összesen            | 194           | 56            |

## Története
A régészeti leletek tanúsága szerint a település területén már a bronzkortól fogva éltek emberek. A Kalkanova Gradinán található ókori erődöt valószínűleg még az illírek építették.
A település 1878-ig tartozott az Oszmán Birodalomhoz, majd az Osztrák-Magyar Monarchia része lett. 1879-ben az első osztrák-magyar népszámlálás során Pliva község részeként a faluban 37 házat és 353 muszlim lakost számláltak. A monarchia szétesésével 1918-ben előbb a Szerb-Horvát-Szlovén Királyság, majd 1929-től a Jugoszláv Királyság része. Jugoszlávia megszállása után a falu a Független Horvát Állam (NDH) része lett.
1945-től a település a szocialista Jugoszlávia része volt. A településen az 1991-es népszámlálás adatai szerint 194-en éltek. A Bosznia-Hercegovinában zajló polgárháború idején a Visoko Krajina többi településéhez hasonlóan a Boszniai Szerb Köztársaság része volt. A területén 1995 szeptemberéig nem volt háborús hadművelet, ekkor azonban a település területét a Horvát Köztársaság fegyveres ereje megszállta. A horvát csapatok elől a lakosság elmenekült. A daytoni békeszerződés aláírása után a település a Szerb Köztársasághoz, azon belül Šipovo községhez került.

## Nevezetességei
- Kalkanova Gradina – őskori erődítmény maradványai. A várat a hozzáférhető oldalon sánc védte. A régészeti leletek főként kerámiatöredékekből állnak, melyek a bronzkorból és a vaskorból származnak.[4]